# Ilave
Ilave – miasto w Peru, w regionie Puno, stolica prowincji El Collao. W 2008 liczyło 19 277 mieszkańców.